# Automolis alticola
Automolis alticola là một loài bướm đêm thuộc phân họ Arctiinae, họ Erebidae.